# Biosfera
(Russell Schweickart, intervista riguardo alla missione Apollo 9)

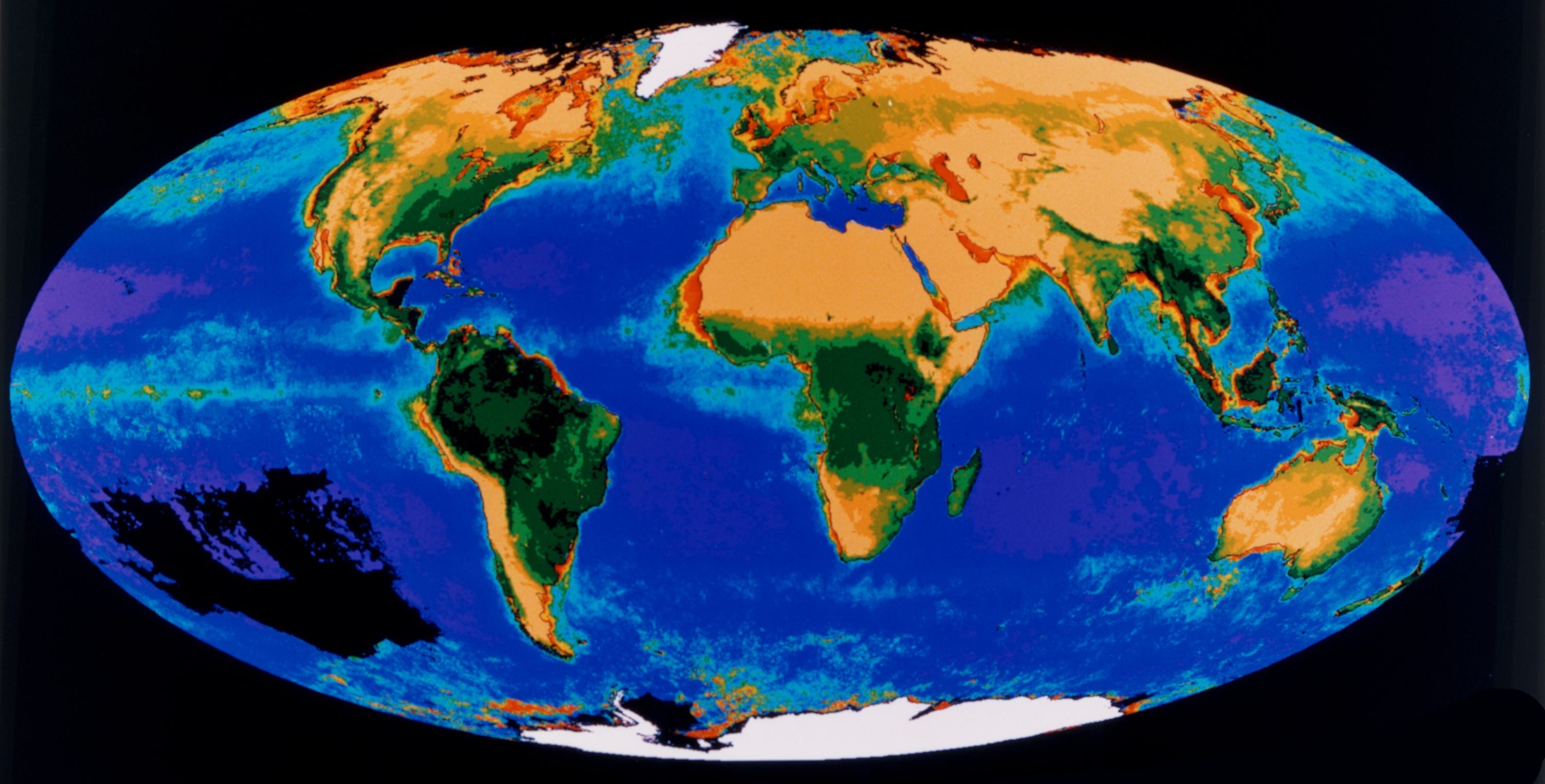
Immagine della biosfera ottenuta dalla combinazione dei dati provenienti da due diversi satelliti. Mostra per la prima volta il potenziale produttivo della biomassa vegetativa della Terra. I dati sono stati raccolti dal novembre 1978 al giugno 1980.

La biosfera è definita in biologia come l'insieme delle zone della Terra in cui le condizioni ambientali permettono lo sviluppo della vita, cioè l'insieme di tutti gli ecosistemi, da non confondersi con l'ecosfera, definita in ecologia come la porzione di atmosfera che ha condizioni favorevoli alla vita. La biosfera include la porzione esterna della litosfera (suolo e parte del sottosuolo), l'idrosfera (le acque marine, lacustri e fluviali) e i primi strati dell'atmosfera (fino a un'altitudine di circa 10 km). Il termine “biosfera” deriva dal greco e significa “sfera della vita”.
Comprendendo nella biosfera le profondità oceaniche e i primi strati dell'atmosfera, si raggiunge uno spessore massimo di circa 20 km, che, confrontato col raggio terrestre di circa 6.378 km, appare inferiore di almeno due ordini di grandezza; tale spazio limitato nel quale l'uomo e le altre specie possono vivere rende la biosfera estremamente preziosa e delicata.

## Struttura della biosfera e relativi fenomeni
Calotta polare
     Tundra
     Taiga
     Foresta decidua
     Steppa e prateria
     Foresta pluviale temperata
     Foresta pluviale tropicale
     Foresta e macchia mediterranea
     Giungla
     Deserto sabbioso
     Deserto roccioso
     Deserto semiarido
     Steppa arida
     Savana erbosa
     Savana alberata
     Foresta subtropicale secca
     Tundra alpina
     Vegetazione alpina

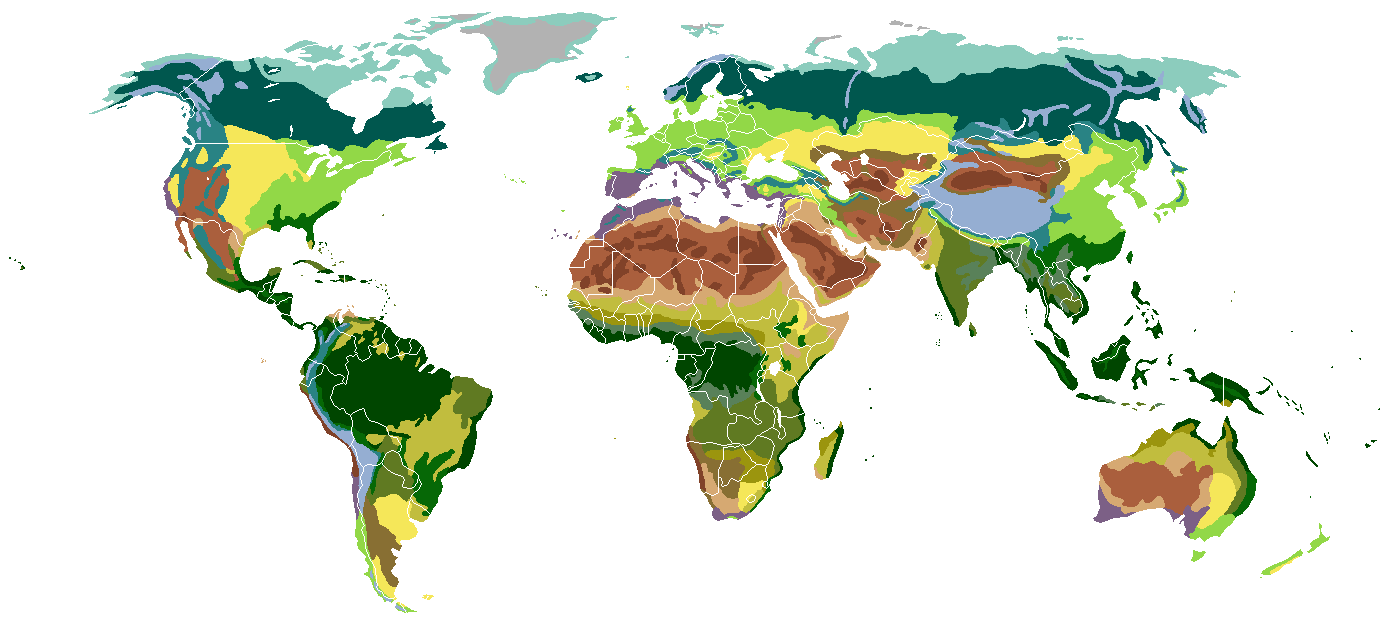
Uno dei tanti sistemi di classificazione dei biomi terrestri
Calotta polare
Tundra
Taiga
Foresta decidua
Steppa e prateria
Foresta pluviale temperata
Foresta pluviale tropicale
Foresta e macchia mediterranea
Giungla
Deserto sabbioso
Deserto roccioso
Deserto semiarido
Steppa arida
Savana erbosa
Savana alberata
Foresta subtropicale secca
Tundra alpina
Vegetazione alpina

L'elevato livello di organizzazione e di complessità della biosfera è dovuto al fatto che questa si è generata con la nascita della Terra stessa ed ha subito modifiche per tempi lunghissimi, misurabili in ere geologiche, e per tutto questo periodo il Sole ha continuato a mandare le sue radiazioni sulla superficie del nostro pianeta.
La biosfera, vista come sistema, ha scambi importanti di materia solo con l'interno della Terra (cicli biogeochimici). Gli apporti esterni sono quantitativamente molto limitati (meteore e meteoriti). Nella biosfera quindi sono individuabili un flusso di energia ed un ciclo della materia. Il flusso di energia, sempre rinnovato, arriva dal Sole e passa attraverso tutti i livelli biologici ed i fattori ambientali, permettendo il mantenimento della vita come la conosciamo.
La quantità di materia presente sulla Terra, e quindi nella biosfera, invece è sostanzialmente stabile, e non è soggetta a nuove e continue immissioni. Come conseguenza i singoli atomi degli elementi chimici vengono continuamente combinati nei composti, sempre più complessi, e tali molecole complesse vengono continuamente degradate e ridotte a elementi semplici, in un ciclo della materia senza fine. 
La biosfera può essere scomposta in macro-unità caratterizzate da uniformità di condizioni del clima, in cui si sono adattate una flora e una fauna specifiche, definite biomi, i quali a loro volta possono essere scomposti in micro-unità chiamate ecosistemi. L'orientamento scientifico contemporaneo, invece, non segue questa logica e inserisce gli ecosistemi in una sequenza che fa capo ai principi dell'ecologia ed è quindi sorretta dalla teoria dei sistemi.

Ciclo del carbonio

## Condizioni che permettono la sopravvivenza
La vita esistente oggi sulla Terra è resa possibile da alcune condizioni eccezionali. Tali condizioni, che non si possono escludere per altri pianeti o corpi celesti nell'universo, sono però uniche, nel loro insieme, nel sistema solare.
- radiazione solare, intesa come luce visibile ma anche nel suo complesso di radiazioni di varie lunghezza d'onda ed intensità
- campo magnetico terrestre[8], che crea una barriera al cosiddetto vento solare
- presenza di una atmosfera, che protegge da radiazioni e meteoriti, conseguenza del campo magnetico e di altre condizioni
- presenza di elementi e composti chimici per la costruzione dei corpi e per lo svolgimento dei processi vitali.
- temperatura idonea al mantenimento delle strutture terziarie e quaternarie delle proteine
- presenza di acqua, componente essenziale di ogni organismo vivente; l'acqua, sulla Terra, grazie alle condizioni di temperatura presenti, si trova nei tre stati di aggregazione (stato gassoso: vapore acqueo, stato liquido: acqua, stato solido: ghiaccio, neve, brina)
- presenza di un satellite (Luna) che permette di controllare le maree e altro

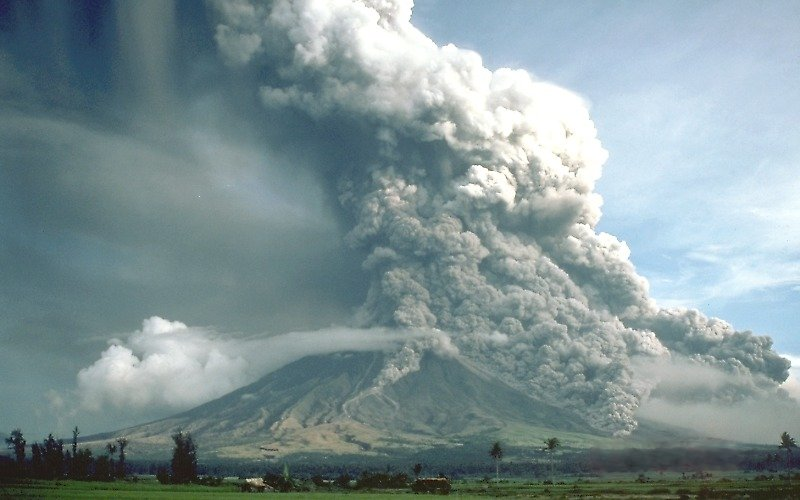
Eruzione vulcanica con immissione nell'atmosfera di grandi quantità di polveri e gas

Tali condizioni hanno permesso la formazione della vita sulla Terra, che si stima sia nata almeno 3,5 miliardi di anni fa con modalità ancora non pienamente chiarite, e ne permettono oggi il suo mantenimento. Occorre considerare inoltre che tutte le condizioni interagiscono tra loro, e che, dalla formazione del pianeta (circa 4,5 miliardi di anni fa) ad oggi, molte sono mutate in modo sensibile. Anche altri fattori hanno influenze significative, ad esempio:
- i movimenti dell'acqua (correnti oceaniche, ciclo dell'acqua) o i suoi accumuli nel sottosuolo, nelle calotte polari o nei grandi ghiacciai; oppure i movimenti dell'atmosfera, legati alle stagioni (venti di varia natura e aspetti climatici atmosferici);
- l'effetto delle posizioni reciproche e dei movimenti della Terra, della Luna e del Sole;
- l'effetto delle attività vulcaniche, con l'immissione nell'atmosfera di grandi quantità di polveri e gas;
- l'effetto degli esseri viventi stessi, in particolare degli organismi che svolgono la fotosintesi clorofilliana (piante inferiori, specialmente alghe negli oceani, e superiori), con l'immissione in atmosfera di grandi quantità di ossigeno.

## Modifiche naturali e antropiche
Le profonde modifiche geologiche e climatiche della biosfera avvenute durante la storia del pianeta hanno influito profondamente sugli ecosistemi e sugli organismi viventi, determinando processi evolutivi ed estinzioni di moltissime specie viventi.
Un'accelerazione di queste modifiche di origine antropica è causata dallo sviluppo della popolazione umana. La specie umana, in natura, ha saputo conquistare una posizione di predominio su tutte le altre specie viventi e, pur rimanendo soggetta alle leggi di natura, si è diffusa in modo mai avvenuto nella storia ed ha indotto modifiche ambientali profonde con la sua cultura e la sua tecnologia. I grandi cambiamenti sono in atto in particolare dalla fine del XIX secolo, ed hanno influenze sulle condizioni ambientali e climatiche.
I principali fattori antropici che influiscono sulla biosfera sono:
- la crescita demografica;
- la distruzione o l'inquinamento del plancton;
- il disboscamento;
- l'urbanizzazione;
- l'agricoltura;
- l'industrializzazione;
- lo sfruttamento delle risorse, in particolare dei combustibili fossili e delle materie prime rare.

Una delle conseguenze più negative è l'inquinamento e l'incremento della CO2 atmosferica.

## Studio della biosfera
La biosfera viene studiata anche dallo spazio, grazie all'utilizzo di satelliti artificiali dotati di tecnologie di telerilevamento.